# Iglesia de San Agustín (Echagüen)
La iglesia de San Agustín es un edificio situado en el concejo español de Echagüen, en la provincia de Álava.

## Descripción
El edificio se encuentra en el concejo español de Echagüen, del municipio de Cigoitia, perteneciente a la provincia de Álava, en la comunidad autónoma del País Vasco. Se menciona como iglesia parroquial del lugar en el séptimo volumen del Diccionario geográfico-estadístico-histórico de España y sus posesiones de Ultramar de Pascual Madoz, donde aparece descrita con las siguientes palabras: «igl. parr. (San Agustin) servida por 2 beneficiados». En el tomo de la Geografía general del País Vasco-Navarro dedicado a Álava y escrito por Vicente Vera y López, se dice lo siguiente: «Su parroquia, dedicada á San Agustín, estuvo servida por dos beneficiados; en la actualidad es de categoría rural de segunda clase, perteneciente al arciprestazgo de Cigoitia».